# بعل إيسر الثاني
بعل إيسر الثاني (846–841 ق.م.) المعروف أيضًا باسم بعلبازر الثاني وبعل مازر الأول، هو ملك صور الذي تولى الحكم خلفًا لأبيه إيثوبعل الأول، وهو شقيق إيزابل زوجة آخاب ملك إسرائيل.
كانت مملكة صور قد تمدّدت في عهد إيثوبعل الأول الذي جعل كل أراضي فينيقيا تابعة لها شمالًا حتى بيروت، كما ضم إليها صيدا، وجزءًا من جزيرة قبرص، وأنشأ مُستعمرات جديدة خاضعة لسيطرته في مدينة البترون الواقعة بالقرب من جبيل، وفي مدينة أوزا في ليبيا.

## لمحة تاريخية
يُعتبر المؤرخ اليهودي يوسيفوس فلافيوس وكتابه ضد أبيون i.18، الذي استشهد فيه بكتابات المؤرخ الفينيقي ميناندر الأفسسي الذي ولد وعاش في أفسس في القرن الثاني قبل الميلاد، هو المصدر الأولي للمعلومات المتوفّرة لنا حاليًا عن الملك بعل إيسر الثاني.
تقول هذه الكتابات أن الملك فيليس قُتل على يد إيتوبالوس كاهن عشتروت، الذي تولى الحكم لمدة اثنتين وثلاثين سنة، وعاش ثمانٍ وستين سنة، ثُم خلفه بعد موته ابنه باديزورس الذي عُرف أيضًا باسم بعل إيسر الثاني، والذي عاش خمسًا وأربعين سنة، وحكم مملكة صور لمدة ست سنوات، ثُم خلفه ابن ماتجينوس الذي عُرف كذلك باسم ماتان الأول.
تولى بعل إيسر الثاني عرش مملكة صور في أوج نفوذها وسيطرتها على بلاد الشام، وكانت أخته إيزابل ملكة لمملكة إسرائيل القديمة، كما كانت ابنة أخته عثليا ملكة لمملكة يهوذا، مما جعل مملكة صور تعيش في عهده في أزهى عصورها التاريخية.
لم يرد ذكر ملك صور كخصم للملك الأشوري شلمنصر الثالث في معركة قرقور التي وقعت في عام 853 قبل الميلاد، ولكن بعد اثني عشر عامًا، أي في عام 841، دفع بعل إيسر الثاني الجزية للملك الآشوري، كما دفع ياهو ملك إسرائيل الجزية للأشوريين أيضًا في نفس الوقت، وفقًا للنصوص التي وُجدت على المسلة السوداء لشلمنصر الثالث.
لعب ذكر دفع بعل إيسر للجزية لشلمنصر الثالث دورًا هامًا في ملاحظة وجود فارق زمني بلغ حوالي 11 عامًا في تواريخ عهد خلفاء بعل إيسر مثل ماتان الأول وبجماليون، من التواريخ المقبولة مسبقًا لهؤلاء الملوك. وبالتالي، فإن التواريخ الواردة في هذه المقالة مأخوذة من أعمال المؤرخ فرانك مور كروس وغيره من العلماء الذين اعتبروا عام 825 قبل الميلاد هو العام الذي هربت فيه ديدو من أخيها بجماليون ملك صور لكي تؤسس بعد ذلك مدينة قرطاج في عام 814 قبل الميلاد. بالنسبة لأولئك الذين يؤرخون للسنة السابعة من عهد بجماليون وحتى سنة 814 قبل الميلاد، وبالتالي يضعون تأسيس قرطاج في نفس العام الذي تركت فيه عليسة مملكة صور، فإن تواريخ خلافة بعل إيسر تأتي بعد هذا التاريخ بنحو 11 عاما.
أخذت التواريخ المستخدمة في هذه المقالة بعين الاعتبار أيضًا سنوات حكم بعل إيسر الست الواردة في أفضل نصوص ميناندر التي استعان بها يوسيفوس، على الرغم من أن كتابات يوسابيوس جاء في بعض مقتطفاتها وتسلسلها الزمني أن فترة حكم بعل إيسر استمرت 18 عامًا.